# Bibras Natkho
Bibras Natkho (på hebraisk: ביברס נאתכו) (født 18. februar 1988 i Kfar Kama, Israel) er en israelsk fodboldspiller, der spiller som offensiv midtbanespiller hos CSKA Moskva. Tidligere har han spillet for Hapoel Tel Aviv, PAOK og Rubin Kazan.

## Landshold
Natkho står (pr. april 2018) noteret for 49 kampe og 1 mål for Israels landshold, som han debuterede for den 3. marts 2010 i en venskabskamp mod Rumænien.